# گریگس
گریگس (به اسپانیایی: Griegos) یک شهرستان در اسپانیا است که در استان تروئل واقع شده‌است.

## خصوصیات
گریگس ۳۱ کیلومترمربع مساحت و ۱۳۷ نفر جمعیت دارد.